# جيف أتوود
جيف أتوود (بالإنجليزية: Jeff Atwood)‏ هو مهندس وعالم حاسوب ومبرمج وكاتب أمريكي، ولد في 1970.

## وصلات خارجية
- مدونة جيف أتوود الرسمية  (جوال)